# Афрички куп нација 1957.
Први Афрички куп нација односно Афричко првенство у фудбалу одржан је од 10 до 16. фебруара 1957. године у организацији КАФа (Конфедерације Африке у фудбалу). Домаћин такмичења био је Судан. Поред домаћина Судана учествовале су још три репрезентације: Египата, Етиопија и Јужноафричка Република. У 1956. у Јужноафричкој Републици апартхејд је све присутнији тако да је због тога њихов национални тим избачен са турнира. 
Турнир је требало да се игра по једноструком куп систему полуфинале и финале. Избацивањем Јужноафричке Република Етиопија се директно пласирала у финале. У полуфиналу на градском стадиону у Картуму репрезентација Египта је победила домаћина са 2:1, да би у финалу победила и Етиопију са 4:0 и постао први освајач Афричког купа нација. Да би радост због победе била потпуна побринуо се фудбалер Египта Ал-Диба (Mohamed Diab El-Attar) који је са 5 постигнутих погодака био најбољи стрелац турнира.

## Резултати

### Полуфинале
| 10. фебруар 1957. |     |              |                        |
| Судан             | 1-2 | Египат       | Картум стадион, Картум |
| Манзул 58'        |     | Ал-Диба) 72' | Картум стадион, Картум |

| 10. фебруар 1957. |         |              |                        |
| Етиопија          | 3-0 сл. | Јужна Африка | Картум стадион, Картум |
|                   |         |              | Картум стадион, Картум |

## Финале
| 16. фебруар 1957. |     |          |                        |
| Египат            | 4-0 | Етиопија | Картум стадион, Картум |
| Ал-Диба {4 гола)  |     |          | Картум стадион, Картум |

| Победник Афричког купа нација 1957. |
| ----------------------------------- |
| Египат 1. титула                    |